# Heterolaophonte mendax
Heterolaophonte mendax is een eenoogkreeftjessoort uit de familie van de Laophontidae. De wetenschappelijke naam van de soort is voor het eerst geldig gepubliceerd in 1939 door Klie.